# 高橋都彦 (ポルトガル語学者)
高橋 都彦（たかはし くにひこ、1942年 - ）は、日本のブラジル語・ポルトガル語学者、拓殖大学名誉教授。
東京都生まれ。1967年東京外国語大学ポルトガル・ブラジル科卒、71年同大学院修士課程修了、拓殖大学商学部助教授、教授、2014年退職、名誉教授。2007年フェルナンド・ペソア『不安の書』の翻訳でポルトガル大使館からロドリゲス通事賞を受賞。

## 著書
- 『ブラジルポルトガル語の基礎』白水社 2009

### 共編著
- 『ブラジル・ポルトガル語の入門』富野幹雄共著 白水社 1974
- 『標準ブラジルポルトガル語会話』富野幹雄共著 白水社 1978
- 『現代ポルトガル語辞典』池上岑夫,金七紀男,富野幹雄,武田千香共編 白水社 1996

### 翻訳
- ジョルジェ・アマード『老練なる船乗りたち バイーアの波止場の二つの物語』旺文社文庫　1978
- マシャード・デ・アシス『マシャード短篇選』大学書林 1982
- マヌエル・アントニオ・デ・アルメイダ『ある在郷軍曹の半生』大学書林 1983
- リスペクトール『G.Hの受難・家族の絆』ナヲエ・タケイ・ダ・シルバ共訳 集英社 ラテンアメリカの文学 1984
- マヌエル・アントニオ・デ・アルメイダ『ある在郷軍曹の半生 第2部』大学書林 1985
- ヴェンセスラウ・デ・モラエス『オヨネとコハル』深沢曉共訳注 大学書林 1986
- モンテイロ・ロバット『ネグリーニャ』大学書林 1989
- フェルナンド・ペソア『リスボン市に住む帳簿係補佐ベルナルド・ソアレスの不安の書』新思索社 2007